# Osteócito
Osteócitos são células maduras derivadas dos osteoblastos , residentes em lacunas da matriz óssea. Há de 20 000 a 30 000 osteócitos por mm³ de osso. Apesar de os osteócitos abandonarem a função de secretar a matriz óssea, eles permanecem secretando substâncias necessárias à manutenção do osso. Os Osteócitos, inversamente aos Osteoblastos, possuem retículo endoplasmático rugoso escasso e aparelho de Golgi atrofiado uma vez que abdicaram de sua função secretora da matriz orgânica óssea.
Os osteócitos são derivados de osteoblastos aprisionados em lacunas,  adaptam-se à forma da lacuna e irradiam canalículos que entram em contato com outros canalículos de osteócitos vizinhos tornando em junções comunicantes que a partir deste vão compartilhar íons, nutrientes e fluido extracelular.Os osteócitos secretam fator de crueleto, quando é necessário acrescentar mais osso. O fator do crescimento é liberado tanto no crescimento humano e na redistribuição de força no esqueleto. Estas células também secretam osteocalcina. Os osteócitos são células alongadas com vários túneis (canalículos).